# Werkblatt
Das Werkblatt. Zeitschrift für Psychoanalyse & Gesellschaftskritik wurde im Jahr 1984 als ein Publikationsorgan des Salzburger Vereins Werkstatt für Gesellschafts- und Psychoanalyse gegründet. Die Zeitschrift erschien zweimal jährlich bis zum Jahre 2019. 

## Geschichte
Die Lehrtätigkeit des Psychoanalytikers Igor A. Caruso am Institut für Psychologie der Universität Salzburg bewog  sozialkritisch denkende Studierende aus Österreich dazu, in den 1970er Jahren in Salzburg Psychologie zu studieren. Carusos Emeritierung führte zu einem universitären Konflikt zwischen Lehrenden und Studierenden um die Nachfolge seiner Professur. Im Zuge dieser Auseinandersetzung begann die damalige Institutsgruppe Psychologie ab 1978 ein eigenes alternatives Veranstaltungsprogramm mit Psychoanalytikern und Sozialwissenschaftlern durchzuführen. Nachdem die Professur 1981 mit einem erklärten Psychoanalysegegner nachbesetzt worden war, kam es 1983 zur Gründung des Vereins Werkstatt für Gesellschafts- und Psychoanalyse. Um die Ergebnisse der Vereinsaktivitäten einer breiteren Öffentlichkeit zugänglich zu machen, wurde schließlich im Jahr 1984 das Werkblatt. Zeitschrift für Psychoanalyse & Gesellschaftskritik gegründet.
Das erste Redaktionsteam des Werkblatts bildeten Albert Ellensohn, Karl Fallend, Günther Fisslthaler, Werner Kienreich, Jutta Rainer und Inghwio aus der Schmitten. Nach der Auflösung der Werkstatt im Jahr 1997 wurde das Werkblatt von Albert Ellensohn, Karl Fallend und Karl Mätzler herausgegeben, seit dem Jahr 2005 von Albert Ellensohn und Karl Fallend. Als Druck- und Versandort fungierten die Geschützten Werkstätten. Integrative Betriebe Salzburg GmbH.